# 黑龍江省 (滿洲國)
黑龍江省，是滿洲國歷史上曾經存在的一個省。

## 歷史
1932年1月1日，日本關東軍佔領滿洲，在關東軍參謀板垣征四郎的支持下，張景惠發佈黑龍江省獨立宣言，自任省長，省政府設置於龍江縣。1932年（大同元年）3月9日，滿洲國政府依據《省公署官制》，將黑龍江省政府改為黑龍江省公署，任命馬占山為省長。同年6月27日，扎賚特旗、郭爾羅斯後旗、杜爾伯特旗、伊克明安旗、東布特哈八旗、齊齊哈爾八旗、墨爾根八旗移交黑龍江省管轄。同年12月，臚濱縣、室韋縣、奇乾縣、呼倫縣移交興安北分省管轄。
1934年（康德元年）12月1日，廢除黑龍江省，拆分為龍江省、黑河省、三江省。

## 行政區劃
以下是1934年12月1日時黑龍江省的行政區劃：
- 龍江縣
- 泰來縣
- 泰康縣
- 景星縣
- 甘南縣
- 富裕縣
- 林甸縣
- 依安縣
- 訥河縣
- 克山縣
- 明水縣
- 克東縣
- 拜泉縣
- 德都縣
- 嫩江縣
- 龍鎮縣
- 通北縣
- 大賚縣
- 突泉縣
- 安廣縣
- 鎮東縣
- 開通縣
- 瞻榆縣
- 洮南縣
- 綏化縣
- 呼蘭縣
- 海倫縣
- 巴彥縣
- 肇東縣
- 肇州縣
- 蘭西縣
- 木蘭縣
- 望奎縣
- 青岡縣
- 安達縣
- 慶城縣
- 綏棱縣
- 鉄驪縣
- 東興縣
- 璦琿縣
- 漠河縣
- 佛山縣
- 烏雲縣
- 奇克縣
- 鷗浦縣
- 呼瑪縣
- 遜河縣
- 湯原縣
- 蘿北縣
- 綏濱縣
- 通河縣
- 鳳山縣
- 郭爾羅斯後旗